# Болтушкин, Владимир Петрович
Владимир Петрович Болту́шкин (1910 — ?) — советский инженер, лауреат Сталинской премии третьей степени.

## Биография
Родился в 1910 году в Чудово (ныне Новгородская область).
В 1925—1929 годы учащийся Новгородского индустриального техникума (однокурсник В. Н. Новикова).
В 1929 году по распределению направлен на Ижевский оружейный завод, работал техником-конструктором. В 1934 году без отрыва от производства окончил Втуз-комбинат при Ижстальзаводе.
С 1939 года на Ижевском машиностроительном заводе (завод № 74): начальник технического бюро, зам. начальника инструментального цеха, зам начальника производства, зам. главного технолога, с 1944 года главный технолог.
Под его руководством за два месяца выполнено проектирование и внедрение технологии производства авиационной пушки калибра 37 мм.
С 1948 года директор завода по производству автоматов АК-47.
В 1955—1959 годы директор филиала № 1 научно-исследовательского технологического института № 40 в Златоуст (будущий НИИ «Гермес») (комплексное технологическое обеспечение производства ракет на предприятиях Урало-Сибирской зоны).

## Признание
- Сталинская премия третьей степени (1946) — за коренное усовершенствование технологии и организацию высокопроизводительного поточного метода производства стрелкового вооружения, обеспечившего резкое увеличение выпуска продукции при значительном снижении себестоимости и сокращении потребности в рабочей силе.
- заслуженный деятель науки и техники Удмуртской АССР
- орден Отечественной войны II степени
- орден Трудового Красного Знамени
- орден Красной Звезды.